# XMODEM
XMODEM o X-MODEM, és un protocol per a la transferència de fitxers desenvolupat per Ward Christensen i va ser el més popular de la xarxa telefònica commutada, és a dir, entre mòdems.
XMODEM utilitza paquets de 128 bytes amb detecció d'errors, permetent al receptor sol·licitar la retransmissió de paquets corrompudes. XMODEM és prou lent, però segur.